# Frespech
Frespech é uma comuna francesa na região administrativa da Nova Aquitânia, no departamento Lot-et-Garonne. Estende-se por uma área de 11,61 km². Em 2010 a comuna tinha 288 habitantes (densidade: 24,8 hab./km²).